# Gaston Bonheur
Pour les articles homonymes, voir Bonheur (homonymie).
Gaston Bonheur, à l'état civil Gaston Tesseyre, est un journaliste et écrivain français né le 27 novembre 1913 à Belvianes (Aude) et mort le 4 septembre 1980 à Montpellier. 

## Biographie
Gaston Tesseyre est le fils d'un couple d'instituteurs. Il n'a que quelques mois quand son père est tué au tout début de la Première Guerre mondiale. Il passe une partie de sa jeunesse à Barbaira, où sa mère est institutrice, et à Carcassonne, où un professeur au lycée, Claude Louis Estève, lui fait rencontrer le poète Joë Bousquet. Le futur écrivain apprend l'occitan et les choses de la vigne auprès de sa grand-mère Bonhoure, à qui il empruntera son nom d'auteur.
En 1931, il se rend à Paris pour y faire des études de lettres et obtient une licence. D'abord poète, il est proche du mouvement surréaliste et fonde la revue Choc, qui relève de ce courant esthétique. Il publie son premier roman à 20 ans : La Mauvaise Fréquentation. Il se dirige ensuite vers le journalisme et est engagé en 1935 par Pierre Lazareff comme grand reporter au quotidien Paris-Soir. En 1947, il devient le rédacteur en chef de l'hebdomadaire Paris Match et, en 1948, celui du quotidien Paris-Presse. Il dirige un certain temps l'empire de presse de Jean Prouvost, à savoir Télé 7 jours, Le Figaro, Paris Match, France-Soir, etc.
Il est aussi auteur de chansons. Il a notamment écrit Le Chant des soutiers pour Marianne Oswald, chanson reprise par les grévistes de Renault en 1936, et est ami avec Charles Trenet, né la même année que lui,, dans l'Aude également. Il a écrit les chansons J'ai gardé l'accent et Quand fera-t-il jour, camarade ? pour Mireille Mathieu.
Il est enterré au cimetière de Floure (Aude), où il possédait le château et produisait du vin depuis 1975.
À sa mort, Raymond Castans lui rend hommage dans Télé 7 jours, dont il avait conçu la formule et où il a tenu une rubrique pendant de nombreuses années, il y évoque sa « fabuleuse carrière » et son « intelligence lumineuse. » 

## Hommages
- Plusieurs rues à son nom l'honorent à Carcassonne, Villemoustaussou, Coursan, Lézignan-Corbières, Peyriac-Minervois, Floure,  Belvianes-et-Cavirac (Aude) à Muret (Haute-Garonne), Baillargues (Hérault), Vernouillet (Eure-et-Loir), Aubergenville (Yvelines) ainsi qu'un passage à Montpellier (Hérault).
- Un collège à Trèbes (Aude) depuis 1981[6], une école à Narbonne (Aude) et une autre à Balma (Haute-Garonne) portent son nom.

## Œuvres
- Chemin privé (poèmes), éd. Jacques Haumont, 1933
- La Mauvaise fréquentation, éd. Gallimard, coll. NRF, 1934
- Les Garçons, NRF, 1937
- La Cavalcade héroïque, éd. Fayard, 1940
- L'Enfant de l’Épopée, éd. Colbert, 1943
- L'Infante aux Narcisses, éd. Colbert, 1943
- La Maréchale Sans-Gêne, éd. Colbert
- Amour sacré (reportages), éd. OFL
- Le Glaive nu, éd. Les Trois Collines, 1945
- Tournebelle, 1953
- Charles de Gaulle, éd. Gallimard, 1958
  - republié dans l'ouvrage collectif dirigé par Jean-Pierre Rioux, De Gaulle : Portraits, Omnibus, 2008  (ISBN 978-2-258-07685-3)
- Qui a cassé le vase de Soissons ?, éd. Robert Laffont, 1963
- La République nous appelle, éd. Robert Laffont, 1965
- Rue des Rosiers (chanson interprétée par Régine), Pathé, 1966.
- Qui a cassé le pot au lait ? , éd. Robert Laffont, 1970
- Si le Midi avait voulu, éd. Robert Laffont, 1972
- Notre patrie gauloise, éd. Robert Laffont, 1974
- La Croix de ma mère, éd. Julliard, 1976
- Henri Quatre, 1977
- Le Soleil oblique, éd. Julliard, 1978
- L'Ardoise et la craie, éd. La Table ronde, 1980
- Paris bonheur, éd. Richer, 1980